# Mariánský sloup (Rychnov nad Kněžnou)
Mariánský sloup se sochou Panny Marie Imaculaty mezi dvěma světci  je trojdílné kamenné barokní sousoší, stojící na balustrádě v severním úseku Betenglovy ulice v Rychnově nad Kněžnou, na křižovatce se dvěma cestami od Rychnovského zámku. Od roku 1988 je chráněn jako kulturní památka, součást souboru památek zámku Rychnov nad Kněžnou.

## Situace
Sousoší dříve stálo v ose Betenglovy ulice před zámkem, kde je ohrožoval stále sílící silniční provoz, jeho ohrazení a schodiště bylo poškozeno. Proto je v letech 1991–1992 restaurátoři Ivan Nosek a Jan Vích rozebrali, restaurovali, doplnili chybějící architektonické části a znovu sestavili do kouta zčásti dostavěné ohradní zdi, na okraji rozšířeného severního úseku rušné Betenglovy ulice, kde sdílí prostranství s parkovištěm aut. Ulice je nazvána po rychnovském purkmistrovi Kryštofu Betenglovi z Najenperka, nobilitovaném roku 1582.

## Historie
Sousoší bylo součástí výzdoby areálu nového zámku v Rychnově nad Kněžnou, zbudovaného v letech 1670–1690. Doloženo je celkem sedm skulptur, z nichž pět se dochovalo. Objednavatelem byl stavebník zámku, významný mecenáš kultury a umění, hrabě František Karel  Libštejnský z Kolovrat. Sloup objednal na paměť úmrtí své druhé manželky, hraběnky Isabelly Clary Cecílie de Nogarola, ovdovělé Breunnerové (1635 – 10. února 1691), sochu svého křestního patrona sv. Františka Xaverského pro vlastní ochranu. 
Roku 1692 stavba sloupu se sochou Panny Marie Imaculaty začala. 12. října 1693 byla založena fundace deseti procesí k soše. Z nich se platilo od každého procesí varhaníkovi, zvoníkovi a 6 svatohorským pulsantům, kteří nosili vlastní zvon, údajně jeden z největších v Čechách. Již 19. října 1694 královéhradecký biskup Jan František Kryštof Miličín z Talmberka sloup se sochou posvětil. O mariánských svátcích byla k soše organizována zbožná procesí. Také při zvláštních příležitostech byly konány průvody, například 2. července 1755 držitel rychnovského panství František Josef Libštejnský z Kolovrat rychnovskému purkmistrovi odevzdal text městských práv, takzvané obecní zřízení, a ten je v čele průvodu nesl od zámku až do města. Litanie k této příležitosti byly zpívány v kostele i v Loretánské kapli. Není doloženo, kdy byly k raně baroknímu sloupu přičleněny dvě sochy světců: po levé straně sv. Jan Nepomucký s krucifixem a po pravé straně sv. František Xaverský s poklekajícím pokřtěným divochem.

## Popis

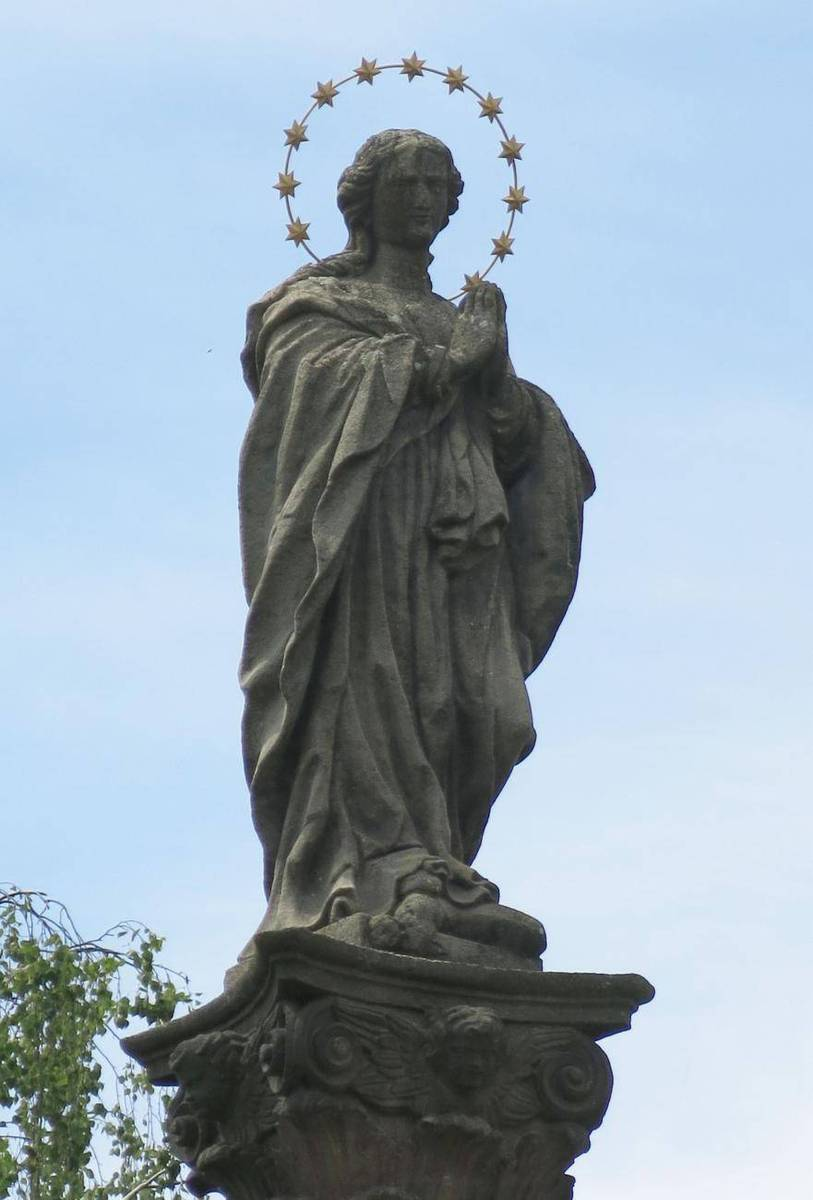
Socha Immaculaty z mariánského sloupu v Rychnově nad Kněžnou

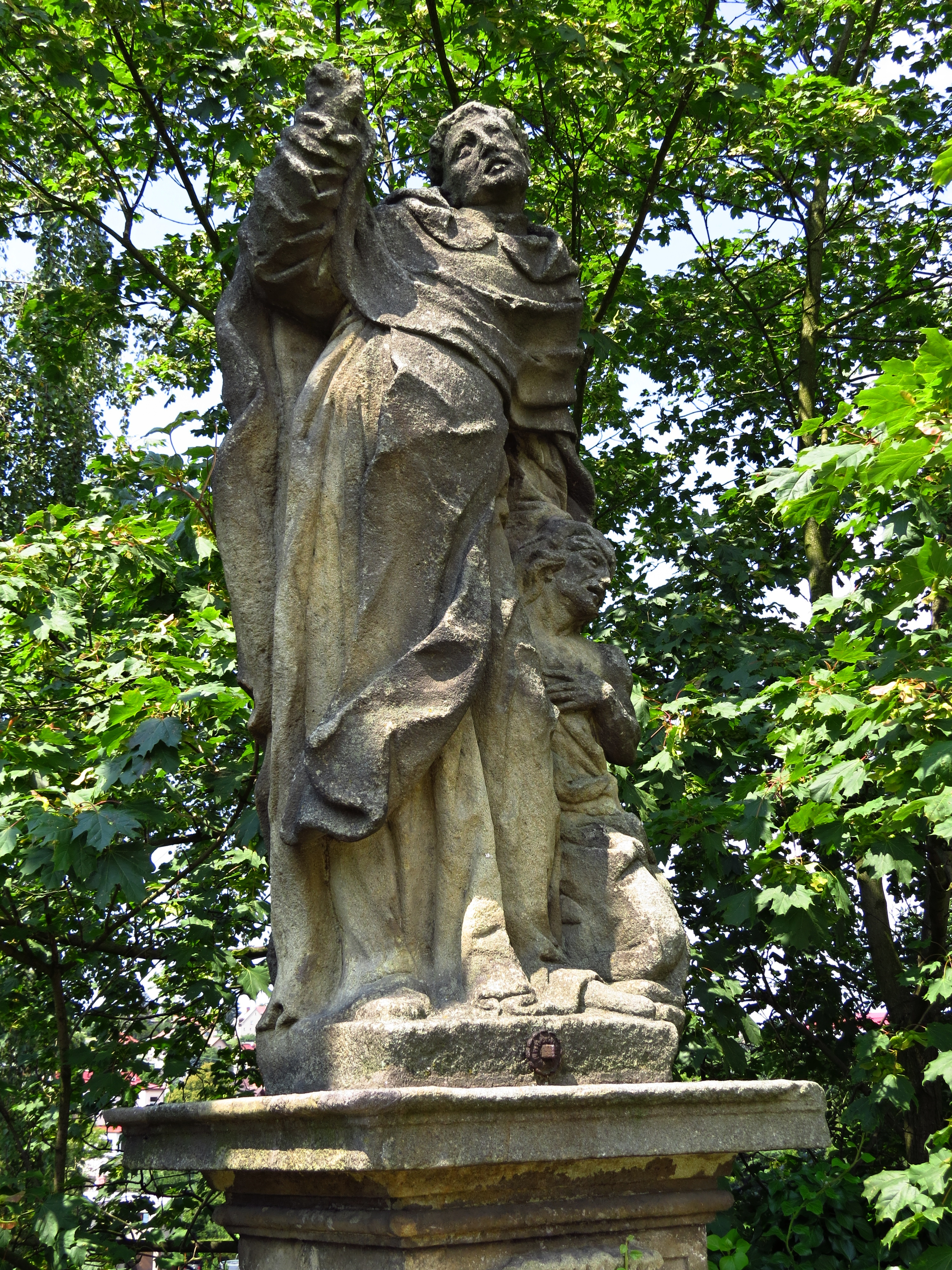
G. B. Bulla: Sv. František Xaverský křtí klečícího pohana, po roce 1710

Sousoší stojí na přibližně trojboké podestě, ohrazené kuželkovou balustrádou, přístupné zepředu po třech schodech. Sestává ze tří soch na soklech otočených k pozorovateli na koso. 
- Na sloupu s korintskou hlavicí je vztyčena socha Panny Marie Neposkvrněného početí, se sepjatýma rukama, oděná v řasnatém plášti. Šlape na hada a shlíží dolů. Kolem hlavy má kovovou svatozář s 12 hvězdami. Na dvou stranách soklu jejího sloupu jsou dvě plastické kartuše s erbem Františka Karla Libštejnského z Kolovrat: štít s rozkřídlenou orlicí pod hraběcí korunkou je orámován Řádem zlatého rouna (který byl Františkovi udělen roku 1688 jako prvnímu z tohoto rodu).

- Socha svatého Jana Nepomuckého s krucifixem v obou rukou stojí na soklu po Mariině pravici (na levé straně pozorovatele). Také na jeho podstavci je ze dvou stran kartuše s kolowratskou orlicí pod hraběcí korunkou. Jan Nepomucký je oděn v klerice, rochetě a superpeliciu, s biretem na hlavě. Stojí v obvyklé pozici, drží oběma rukama krucifix a otáčí k němu hlavu. Svatozář s pěti hvězdami chybí, stejně jako kovaná lucerna, doložená na fotografii z počátku 20. století[4].

- Socha svatého Františka Xaverského stojí na shodném soklu po Mariině levici. Řeholníka s klečícím pohanem identifikovali roku 1939 autoři monografie o mariánských sloupech správně jako jezuitského misionáře, který v Indii a na Dálném Východě křtil místní obyvatele.[5] V pozdvižené pravici (nyní ulomené) původně držel svůj charakteristický atribut – kříž, v jehož jménu křtil klečící postavu vodou z mušle (nyní rovněž ulomené). Není však oděn do jezuitské kleriky ani do kněžské kasule, nýbrž do kutny se širokým límcem, jakou nosili dominikáni či karmelitáni, je bezvousý a má krátce zastřižené vlasy řeholníka. To svedlo autory Uměleckých památek Čech k označení světce za dominikána, svatého Vincence Ferrera,[6] který by ovšem nemohl mít Xaveriovy atributy. Stejnou chybu opakovala i další publikace[7] Paprsčitá talířovitá svatozář a kovová lucerna (na soklu) této soše nyní rovněž chybí. Stylem provedení se obě sochy světců jevily autorům téhož soupisu památek pozdější než Immaculata a připsali jejich autorství sochaři vrcholného baroka Giovannimu Battistovi Bullovi, činnému ve východních Čechách po roce 1710.[8]

Kvádry všech soklů jsou hranami natočeny dopředu. Celková konfigurace sousoší se schodištěm, ohradní zdí a balustrádou pochází z úpravy v roce 1992. V předchozím období stál uvnitř balustrády pouze mariánský sloup a sochy světců byly vně, Jan Nepomucký stál na ohradní zdi, kde byl nejvíce ohrožen silniční dopravou. Starší situaci dokumentují fotografie publikované Antonínem Šormem.